# William Mansfield, 1:e baron Sandhurst

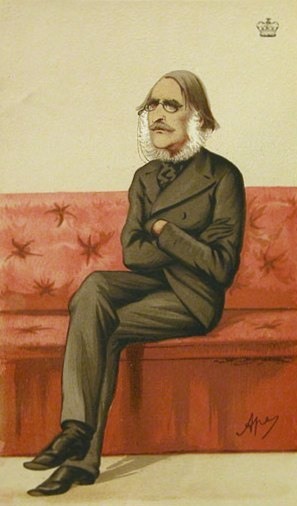
Karikatyr av lord Sandhurst.

William Rose Mansfield, 1:e baron Sandhurst, född den 21 juni 1819, död den 23 juni 1876, var en brittisk militär som huvudsakligen var stationerad i vad som då var Brittiska Indien. Han var far till William Mansfield, 1:e viscount Sandhurst. 
Mansfield ingick 1835 i armén som fänrik i King's Shropshire Light Infantry. Han deltog med utmärkelse i de båda sikhkrigen (1845–1846 och 1848–1849), blev 1854 överste och anställdes 1855 med brigadgenerals rang som militär rådgivare åt brittiske ambassadören i Konstantinopel, lord Stratford de Redcliffe.
Mansfield var under Sepoyupproret i Indien 1857–1859 stabschef åt högste befälhavaren, lord Clyde. Han reorganiserade efter upprorets undertryckande den bengaliska infödda armén. Han var  1860–1865 militärbefälhavare i Bombay, 1865–1870 högste befälhavare över de brittiska trupperna i Indien och militär medlem av vicekungens råd samt 1870–1875 militärbefälhavare på Irland. 
År 1864 blev Mansfield generallöjtnant och 1872 general samt upphöjdes 1871 till baron Sandhurst. Hans familj hävdade anor från Vilhelm Erövraren.